# Dolors Viñas i Camps
Dolors Viñas i Camps (Sabadell, 11 de septiembre de 1907-9 de julio de 1991) fue una pedagoga y periodista española.

## Trayectoria
Viñas estudió magisterio de mayor. Cuando obtuvo su título, en 1957, ya tenía cincuenta años. Después, junto a su marido, Josep Taulé, fundó la Academia Taulé-Viñas. Entonces era ya corresponsal de La Vanguardia en Sabadell, labor que llevó a cabo durante veinte años, de 1952 a 1972.
Fue secretaria del Museo de la Ciudad (actualmente, Museo de Historia de Sabadell) y de la Fundación Bosch i Cardellach, a la que en 1976 ingresó como miembra numeraria. En el acto formal de ingreso, que tuvo lugar el 22 de diciembre de 1976, leyó un estudio sobre la obra literaria del escritor sabadellense Bartomeu Soler (1894-1975). Este estudio había sido el tema de su tesina de licenciatura en Filología hispánica en 1975.
A partir de su experiencia en la enseñanza de mecanografía y taquigrafía publicó Mètode complet de mecanografia, el primer método de mecanografía editado en catalán, y Tractat de taquigrafia en català: notema Boada.
Fue madre del sacerdote y compositor de sardanas Albert Taulé i Viñas.

## Reconocimientos
En 1984, recibió el Premio Mossèn Joan Sanabre por su trabajo «El Dr. Lluís Carreras i Mas en el centenari del seu naixement». La editorial Publicacions de l'Abadia de Montserrat editó el trabajo en forma de libro en 1985. En 1987, el Ayuntamiento de Sabadell le concedió la Medalla de la Ciudad al Mérito Pedagógico.
El 28 de junio de 2000 Sabadell inauguró una plaza con su nombre en el barrio de la Creu Alta.

## Obra
- 1981 – Métode complet de mecanografìa. Editorial Teide. ISBN 8430750126.[8]
- 1990 – Tractat de taquigrafía en catalá: notema Boada. Editorial Ausa. ISBN 844046259X.[9]